# Ondervolten
Ondervolten (undervolting) is het verlagen van de spanning waarop een processor zijn werk kan doen. Hierdoor wordt het energieverbruik verlaagd, waardoor een laptop (of desktop) langer op een batterij kan werken, koeler loopt en dus stiller. Dit deed men vroeger (rond 2006) met programma's als Notebook Hardware Control of RMClock, maar anno 2019 deden velen het met het programma ThrottleStop.
Hoewel het in veel dingen het tegenovergestelde is van overklokken, zijn er ook overeenkomsten: het resultaat moet stabiel zijn, en het idee erachter is om zo veel mogelijk uit de gekochte hardware te halen.
Het idee achter ondervolten is gebaseerd op een aantal dingen:
- Moderne processoren verlagen hun kloksnelheid wanneer ze niets te doen hebben
- Doordat de processoren lager geklokt zijn is de minimale spanning die ze nodig hebben lager
- Door een verlaging van de spanning gaat het verbruikte vermogen kwadratisch omlaag

Net als bij het overklokken van een processor gebeurt ondervolten in kleine stapjes en is het sterk onderhevig aan de zogenaamde "silicon lottery": de ene CPU-ondervolt net iets beter dan de ander. Het testen van een ondervolt gebeurt door het draaien van een programma die de processor 100% belast, zoals Prime95. Wanneer een ondervolt stabiel is kan de spanning verder omlaag, totdat het systeem niet meer stabiel is, wat zich manifesteert in de vorm van een blue screen of death of vastloper.